# Eggental

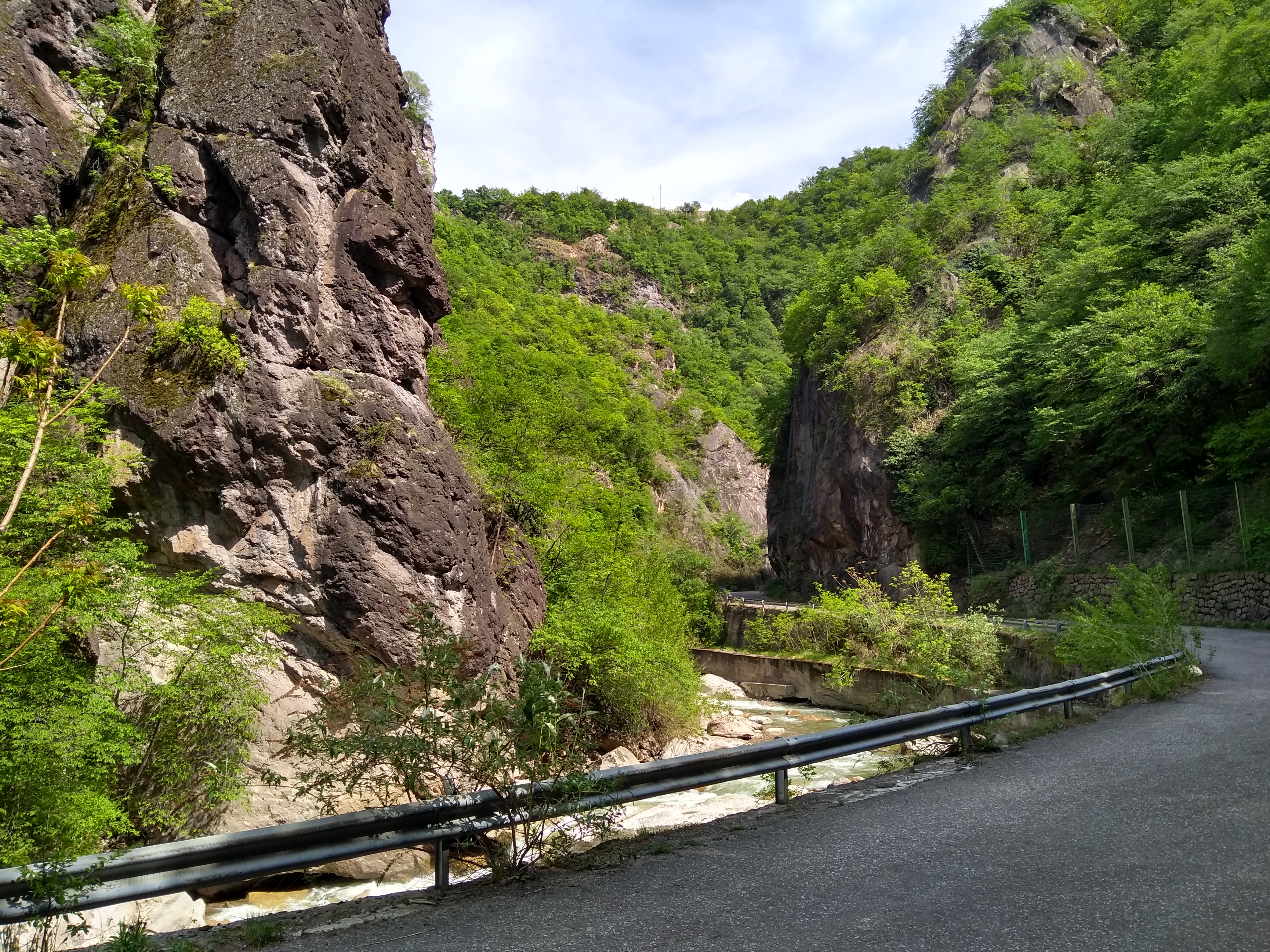
Schluchtartiger Taleingang

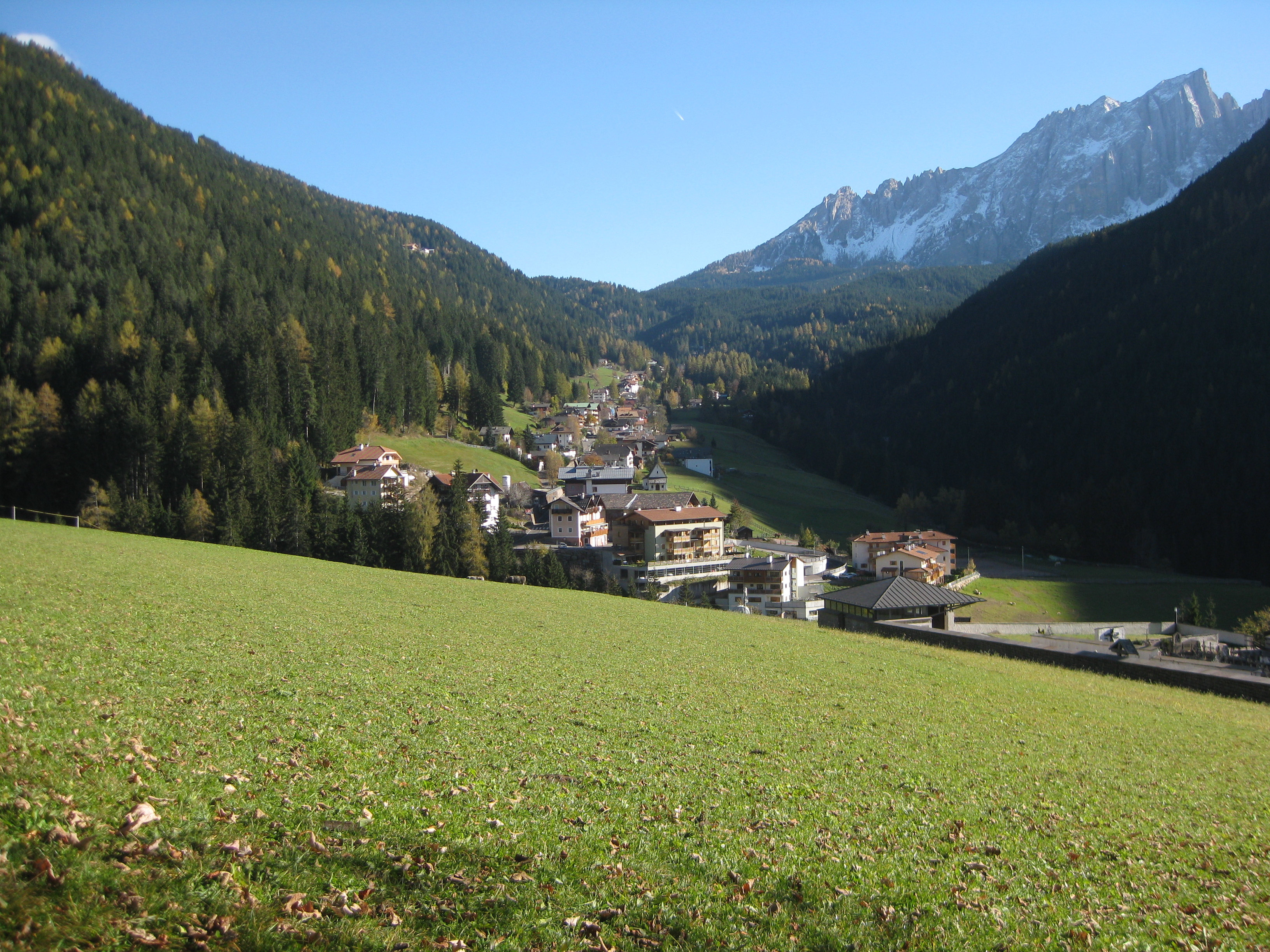
Blick ins obere Eggental bei Welschnofen

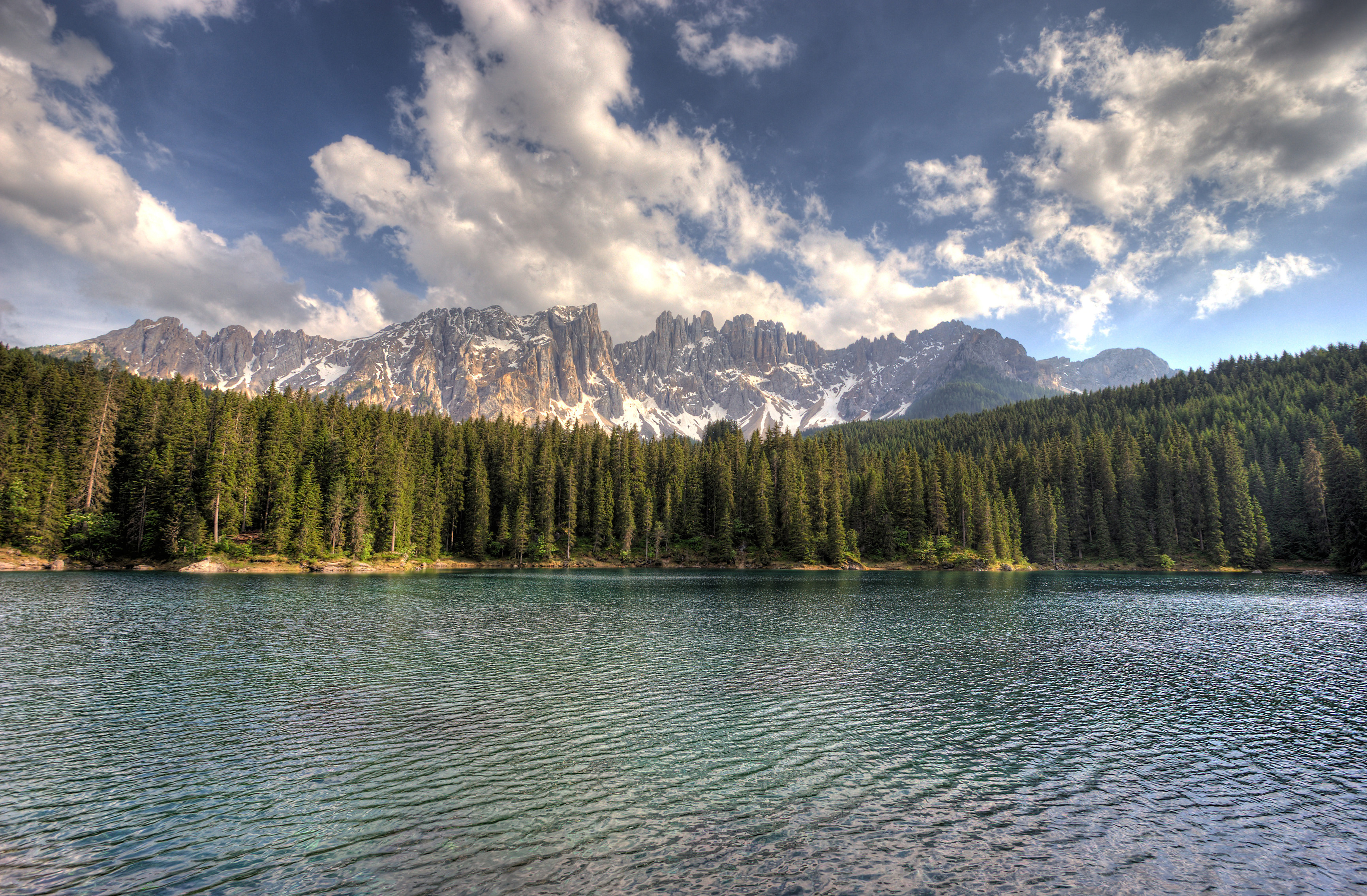
Der Karersee mit dem Latemar

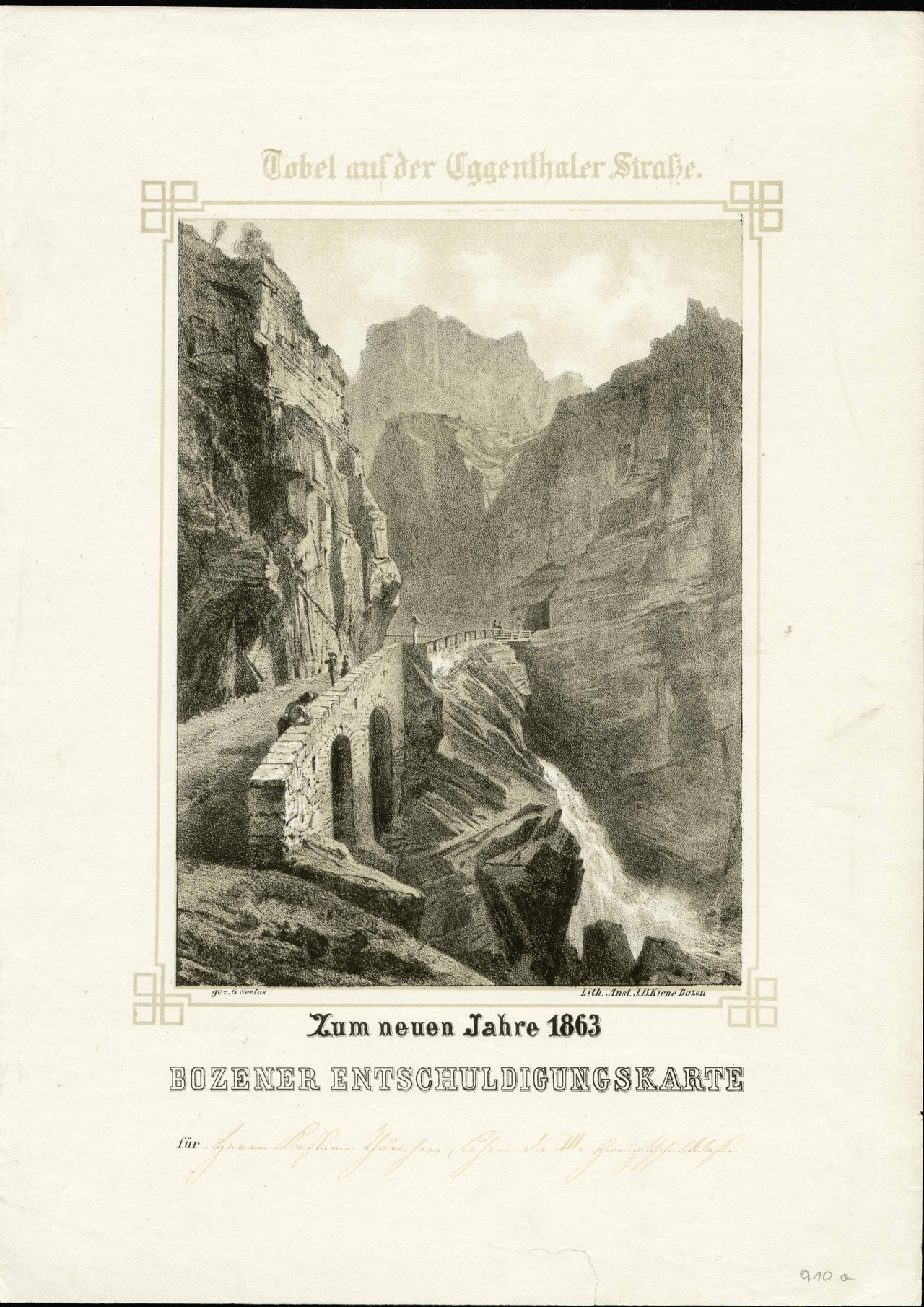
Tobel auf der Eggenthaler Straße, Bozener Neujahrsentschuldigungskarte von 1863 (Gustav Seelos), Landesbibliothek Dr. Friedrich Teßmann

Das Eggental (italienisch Val d’Ega) ist ein Tal in Südtirol (Italien). Der Name „Eggen“ leitet sich vom ladinischen Wort ega („Wasser“) ab. Das Eggental zweigt bei Kardaun nahe Bozen vom Eisacktal in südöstliche Richtung ab und wird durch den Eggentaler Bach, einen Zubringer des Eisacks, entwässert. Der unterste Talabschnitt ist eine zerklüftete Schlucht. Bei Birchabruck teilt sich das Tal in zwei Äste: Ein Ast mit Siedlungen der Deutschnofner Fraktion Eggen führt weiter Richtung Süden zum Reiterjoch (1990 m) und Lavazèjoch (1808 m), der andere gegen Osten nach Welschnofen und zum Karerpass (1752 m).
Im unteren Talabschnitt folgen die administrativen Grenzen weitgehend dem Eggentaler Bach. Die orographisch rechte Talseite gehört zur Gemeinde Karneid, die linke Talseite zunächst zu Bozen, später zu Deutschnofen. Der südliche Teilast des oberen Eggentals gehört komplett zu Deutschnofen, der östliche hingegen, in dem sich der Latemarwald und der Karersee befinden, größtenteils zu Welschnofen.
Verkehrstechnisch wird das Eggental in erster Linie durch die SS 241 erschlossen, die von Kardaun über den Karerpass ins Fassatal führt und einst Teil der „Großen Dolomitenstraße“ war. Diese wurde im als Schlucht ausgeformten und dadurch stark steinschlaggefährdeten untersten Abschnitt des Tals zwischen den Jahren 2000 und 2018 in umfangreichen Bauprojekten weitgehend neu trassiert und in Tunnels verlegt. Bei Birchabruck zweigt die SS 620 ab, die über das Lavazèjoch eine Verbindung ins Fleimstal herstellt.

## Geschichte
Eggental war seit dem Spätmittelalter eines der acht Viertel des Gerichts Deutschnofen und tritt noch im Theresianischen Kataster von 1751 und 1777 als eigene „Nachbarschaft“ in Erscheinung.
Im frühen 16. Jahrhundert bestand im Eggental eine 1531–1534 bezeugte Gruppe von radikalreformatorisch-christlichen Anabaptisten (Täufern), die von der habsburgisch-tirolischen Regierung wie auch sonst in Tirol scharf verfolgt und unterdrückt wurde.